# Campeonato Carioca de Voleibol Masculino de 2020
O Campeonato Carioca de Voleibol Masculino de 2020 foi a 81ª edição do também chamado campeonato estadual adulto na variante masculina do Rio de Janeiro.
Devido a pandemia de Covid-19 foram adotadas medidas de segurança, sendo elaborado um protocolo preventivo.

## Participantes
| Equipe           | Cidade                | Em 2019        | Títulos             |
| Niterói/Universo | Niterói               | Não participou | 0                   |
| Tijuca/Zinzane   | Rio de Janeiro        | Não participou | 3 (último em 2003)  |
| FERA/Campos      | Campos dos Goytacazes | 3º             | 0                   |
| CR Flamengo      | Rio de Janeiro        | 4º             | 19 (último em 2014) |

## Formato da disputa
O certame teve quatro equipes que competiram a fase classificatória em turno único, no sistema todos contra todos, as duas melhores equipes desta fase disputaram a partida final.

## Fase classificatória
- Vitória por 3 sets a 0 ou 3 a 1: 3 pontos para o vencedor;
- Vitória por 3 sets a 2: 2 pontos para o vencedor e 1 ponto para o perdedor.
- Em caso de igualdade por pontos, os seguintes critérios servem como desempate: número de vitórias, média de sets e média de pontos.

|  |                                   |
|  | Equipe classificada as semifinais |

|     |                  |     | Jogos | Jogos | Jogos | Resultados | Resultados | Resultados | Resultados | Resultados | Resultados | Sets | Sets | Sets | Pontos | Pontos | Pontos |
| Pos | Equipe           | Pts | T     | V     | D     | 3–0        | 3–1        | 3–2        | 2–3        | 1–3        | 0–3        | V    | P    | R    | V      | P      | R      |
| --- | ---------------- | --- | ----- | ----- | ----- | ---------- | ---------- | ---------- | ---------- | ---------- | ---------- | ---- | ---- | ---- | ------ | ------ | ------ |
| 1   | CR Flamengo      | 0   | 0     | 0     | 0     | 0          | 0          | 0          | 0          | 0          | 0          | 0    | 0    | MAX  | 0      | 0      | MAX    |
| 1   | Tijuca/Zinzane   | 0   | 0     | 0     | 0     | 0          | 0          | 0          | 0          | 0          | 0          | 0    | 0    | MAX  | 0      | 0      | MAX    |
| 2   | Niterói/Universo | 0   | 0     | 0     | 0     | 0          | 0          | 0          | 0          | 0          | 0          | 0    | 0    | MAX  | 0      | 0      | MAX    |
| 2   | FERA/Campos      | 0   | 0     | 0     | 0     | 0          | 0          | 0          | 0          | 0          | 0          | 0    | 0    | MAX  | 0      | 0      | MAX    |

Resultados
| 21 de outubro de 2020 19:30 [ Relatório] | CR Flamengo | 0 – 0             | FERA/Campos | Ginásio Hélio Maurício, Rio de Janeiro |
| 21 de outubro de 2020 19:30 [ Relatório] | 0           | Set 1 Set 2 Set 3 | 0           | Ginásio Hélio Maurício, Rio de Janeiro |

| 21 de outubro de 2020 19:30 [ Relatório] | CR Flamengo | 0 – 0             | FERA/Campos | Ginásio Hélio Maurício, Rio de Janeiro |
| 21 de outubro de 2020 19:30 [ Relatório] | 0           | Set 1 Set 2 Set 3 | 0           | Ginásio Hélio Maurício, Rio de Janeiro |

| 21 de outubro de 2020 19:30 [ Relatório] | Tijuca/Zinzane | 0 – 0             | Niterói/Universo | Tijuca Tênis Clube, Rio de Janeiro |
| 21 de outubro de 2020 19:30 [ Relatório] | 0              | Set 1 Set 2 Set 3 | 0                | Tijuca Tênis Clube, Rio de Janeiro |

| 22 de outubro de 2020 19:30 [ Relatório] | Tijuca/Zinzane | 0 – 0             | FERA/Campos | Tijuca Tênis Clube, Rio de Janeiro |
| 22 de outubro de 2020 19:30 [ Relatório] | 0              | Set 1 Set 2 Set 3 | 0           | Tijuca Tênis Clube, Rio de Janeiro |

| 22 de outubro de 2020 19:30 [ Relatório] | CR Flamengo | 0 – 0             | Niterói/Universo | Ginásio Hélio Maurício, Rio de Janeiro |
| 22 de outubro de 2020 19:30 [ Relatório] | 0           | Set 1 Set 2 Set 3 | 0                | Ginásio Hélio Maurício, Rio de Janeiro |

| 24 de outubro de 2020 18:00 [ Relatório] | Tijuca/Zinzane | 0 – 0             | CR Flamengo | Tijuca Tênis Clube, Rio de Janeiro |
| 24 de outubro de 2020 18:00 [ Relatório] | 0              | Set 1 Set 2 Set 3 | 0           | Tijuca Tênis Clube, Rio de Janeiro |

| 24 de outubro de 2020 13:00 [ Relatório] | FERA/Campos | 0 – 0             | Niterói/Universo | Isecensa, Rio de Janeiro |
| 24 de outubro de 2020 13:00 [ Relatório] | 0           | Set 1 Set 2 Set 3 | 0                | Isecensa, Rio de Janeiro |

## Fase final

### Final
Resultados
| 27 de outubro de 2020 21:00 RelatórioAQ | Tijuca/Zinzane | 3 – 0             | CR Flamengo | Tijuca Tênis Clube, Rio de Janeiro |
| 27 de outubro de 2020 21:00 RelatórioAQ | 25             | Set 1 Set 2 Set 3 | 20 19 18    | Tijuca Tênis Clube, Rio de Janeiro |

## Premiação
| Campeonato Carioca de Voleibol de 2020 |
| Rio de Janeiro                         |
| -------------------------------------- |
| Tijuca/Zinzane Campeão (4º título)     |